# Михаило Петровић Алас
Михаило Петровић Алас (Београд, 6. мај 1868 — Београд, 8. јун 1943) био је српски математичар, универзитетски професор, академик и алас.
Архивска грађа Михаила Петровића Аласа чува се у Удружењу за културу, уметност и међународну сарадњу „Адлигат”, Фондацији „Михаило Петровић Алас” и Архиви Математичког института САНУ.

## Биографија
Рођен је на Савској падини, недалеко од Конака кнегиње Љубице, као прво од петоро деце оца Никодима, професора Богословије, и мајке Милице рођене Лазаревић, ћерке проте Новице Лазаревића.
Завршио је Прву београдску гимназију у периоду 1878—85, у генерацији са Милорадом Митровићем, Јованом Цвијићем, Павлом Поповићем, Василијем Симићем и другим знаменитим личностима, а затим је уписао Природно-математички одсек Филозофског факултета у Београду. Студије у Београду завршио је 1889. године. После тога, у септембру 1889. отишао је у Париз ради даљег школовања и спремања пријемног испита за упис на Вишој нормалној школи, научни одсек. На Сорбони је дипломирао математичке науке 1891. године, а физичке науке 1893. године. Као најбољи студент своје генерације присуствовао је пријему код председника Француске републике 1893, а исто тако и 1894. године. Радио је на припреми доктората и 21. јуна 1894. године одбранио је докторску дисертацију на Сорбони, пред комисијом професора Шарл Ермит, Емил Пикар и Пол Пенлеве и стекао степен Docteur és sciences mathematiques (доктор математичких наука). Његов докторат је био из области диференцијалних једначина. Одбрани доктората је присуствовао и посланик Краљевине Србије у Француској, Милутин Гарашанин.
Године 1894. године постао је професор за математичку групу предмета на Великој школи у Београду, наследивши на том месту Димитрија Нешића, приликом избора имао је само један глас више од противкандидата Петра Вукићевића. Краљ Александар I Обреновић га је својим указом од 22. октобра/3. новембра 1894. поставио за професора математике на Великој школи. Алас је у то време био један од највећих стручњака у свету за диференцијалне једначине. Предавао је многим генерацијама студената, све до одласка у пензију 1938. године.
Године 1897. постао је дописни члан Српске краљевске академије и дописни члан Југословенске академије знаности и умјетности у Загребу. Редовни члан Српске краљевске академије постао је 1899. године, када је имао 31. годину. Био је члан академија наука у Прагу, Варшави и Букурешту, и члан више научно-математичких друштава у свету.
Конструисао је хидроинтегратор и са њиме освојио златну медаљу на Светској изложби у Паризу 1900. године.
Када је 1905. године Велика школа прерасла у Београдски универзитет међу првих осам редовних професора који су даље бирали цео наставни кадар био је и Мика Алас. Предавао је на Филозофском факултету где је 1908/09 био декан.
У студенте којима је био ментор или члан комисије убрајају се доктори Младен Берић, Сима Марковић и Тадија Перовић.
Објавио је велики број проналазака, научних радова, уџбеника и путописа са својих поморских путовања. Добио је велики број награда и признања и био је члан неколико иностраних академија наука (Праг, Букурешт, Варшава, Краков) и научних друштава (Београд, Париз, Лвов, Праг, Лајпциг, Палермо).
Године 1927. после смрти Јована Цвијића, академици су га предложили за председника Академије, али власти нису прихватиле овај предлог. Разлог је вероватно био тај што је Михаило Петровић Алас био први приватни професор, ментор а касније и близак пријатељ принца Ђорђа Карађорђевића, краљевог брата, који је 1925. ухапшен и налазио се у кућном притвору.
На скупштини 1931. академици су Петровића једногласно предложили за председника Академије, али власти поново нису прихватиле предлог. У новембру 1939. промовисан је у почасног доктора Београдског универзитета. Исте године награђен је орденом Светог Саве првог реда.
Његова заслуга је посебно велика што је био оснивач београдске математичке школе, из које је проистекао велики број његових ученика који су наставили његово дело. Све докторске дисертације из математике одбрањене на Београдском универзитету од 1912. до Другог светског рата, биле су под његовим менторством.
Био је учесник Балканских ратова и Првог светског рата као официр, и после рата је био резервни официр.
Касније је био у Француској поред принца Ђорђа Карађорђевића, док су Станоје, Белић, Цвијић, Радоњић и други професори боравили у Паризу као експерти при преговорима за мир – записао је у својој књизи „Сећања” Милутин Миланковић.
Бавио се криптографијом, његови шифарски системи су дуго година коришћени у војсци, све до Другог светског рата. Године 1941. он је поново позван у рат као резервни официр, Немци су га заробили али су га после неког времена пустили због болести, захваљујући интервенцији пријатеља, принца Ђорђа Карађорђевића, који се за њега заложио код своје тетке Јелене Савојске, краљице Италије.
Михаило Петровић био је страствени путник, пропутовао је кроз све европске земље и упознао њихове главне градове, а обишао је и северни и јужни пол. Писао је и путописе, а написао је и „Роман јегуље”. Објавио је и књигу „Ђердапски риболови у прошлости и садашњости”.
Професор Михаило Петровић је умро 8. јуна 1943. у свом дому на Косанчићевом венцу у Београду. Сахрањен је на Новом гробљу у Београду 9. јуна 1943, а од њега су се говором опростили епископ браничевски Венијамин Таушановић, академик Милутин Миланковић и ректор Универзитета у Београду Никола Поповић.

## Рибарство
Бавио се рибарством, отуда и његов надимак Алас.  Године 1882. постао је рибарски шегрт, 1888. рибарски калфа, а 1895. положио је испит за рибарског мајстора. Био је једна од најпопуларнијих личности старог Београда, познат као Мика Алас.
Учествовао је доношењу првог „Закона о слатководном риболову” на језерима и рекама Србије 1898. године.
На међународној изложби у Торину 1911. добио је златну медаљу за изложене експонате из рибарства.
Рекордан улов је имао 1912. када је уловио сома од 120 kg.
Био је не само љубитељ, него и добар познавалац рибарства, па је у том својству учествовао у преговорима за закључење конвенције о риболову са Румунијом, као и у преговорима о заштити риболова на Сави, Дунаву и Дрини са Аустроугарском.

## Музика
Свирао је виолину, 1896. основао је свирачко друштво под називом „Суз”.
Изводио је преко 1000 различитих композиција, махом из области народне музике. Он је у јесен 1940. године, на молбу управе Београдског радија, са другим члановима Суза, 15 до 20  свирао мелодије у студију, где су преношене на грамофонске плоче. Све плоче су уништене током бомбардовања Београда у Другом светском рату, чиме су стотине народних мелодија трајно изгубљене.

## Наслеђе
Девета београдска гимназија је добила име по њему, као и централнобеоградска Основна школа „Михаило Петровић Алас” на (бившој) Јовановој пијаци.
О њему је 1968. снимљен документарни филм. У мају и јуну 2018. у Галерији САНУ је одржана изложба посвећена 150-годишњици рођења Михаила Петровића Аласа.
О школским данима Петровић Аласа и његових школских другова је написан роман и снимљен ТВ-филм „Шешир професора Косте Вујића”.
Његова кућа у Београду из 1910. године дело је архитекте Петра Бајаловића, Косанчићев венац 22, налази се под заштитом државе као споменик културе.
По свом научном раду и резултатима Михаило Петровић Алас спада у највеће српске математичаре, једини математичар међу 100 најзнаменитијих Срба.

### Збирка архивске грађе у Удружењу „Адлигат”
У Удружењу за културу, уметност и међународну сарању „Адлигат” у Београду налази се обиман фонд документације из заоставштине Михаила Петровића Аласа, укључујући његове фотографије из детињства, писма деди који га је школовао, дипломе, забелешке, читав свежањ објављених и необјављених рукописа, као и бројни извештаји са испита са његовим потписом, међу којима је и извештај о одбрани дипломског испита који су заједно потписали Михаило Петровић и Милутин Миланковић.

## Одабрана дела
- О асимптоним вредностима интеграла и диференцијалних једначинa, Београд, 1895.
- Хидраулична интеграција, Технички лист, Београд, 1898.
- Елементи математичке феноменологије, Београд, 1911.
- Les spectres numeriques, Париз, 1919.
- Mecanismes communs aux phenomenes disparates, Париз, 1921,
- Notice sur les travaux scientifiques de M. Michel Petrovich, Париз, 1922
- Durees physiques independantes des dimensions spatiales, Цирих-Париз, 1924.
- Lecons sur les spectres mathematiques, Париз, 1928.
- Integrales premieres a restrictions, Париз, 1929.
- Integrales qualitative des equations differentielles, Париз, 1931.
- Феноменолошко пресликвање, Beograd, 1933.
- Један диференцијални алгоритам и његове примене, Београд, 1936.
- Чланци, Београд, 1949.
- Метафоре и алегорије, Београд, 1967.
- Рачунање са бројним размацима, Београд, 1932.
- Феноменолошко пресликавање, Београд, 1933.
- Елиптичке функције, Београд, 1937.
- Интеграције диференцијалних једначина помоћу редова, Београд, 1938.
- Кроз поларну област, Београд, 1932.
- У царству гусара, Београд, 1933.
- Са океанским рибарима, Београд, 1935.[19]
- По забаченим острвима, Београд, 1936.
- Роман јегуље, Београд, 1940.
- Ђердапски риболов у прошлости и садашњости, Београд, 1941.
- Далека копна и мора, Београд, 1948.
- По гусарима и другим острвима, Београд, 1952.
- С окенаским рибарима, Суботица, 1953.
- По гусарским острвима, Београд, 1960.
- Са Арктика до Антарктика, Београд, 1960.

Едиција сабраних дела
- Књига 1: Диференцијалне једначине I
- Књига 2: Диференцијалне једначине II
- Књига 3: Математичка анализа
- Књига 4: Алгебра
- Књига 5: Математички спектри
- Књига 6: Математичка феноменологија
- Књига 7: Елементи математичке феноменологије
- Књига 8: Интервална математика — диференцијални алгоритам
- Књига 9: Елиптичке функције — интеграција помоћу редова
- Књига 10: Чланци — студије
- Књига 11: Путописи I
- Књига 12: Путописи I
- Књига 13: Метафоре и алегорије — чланци
- Књига 14: Рибарство
- Књига 15: Михаило Петровић (писма, библиографија и летопис)

## Галерија
- Кућа Мике Аласа
- Михајло Петровић Алас, табла на основној школи
- Личне ствари Михаила Петровића Аласа, са изложбе у Галерији САНУ
- Даљинар који је Алас конструисао заједно са Милорадом Терзићем
- У униформи резервног потпуковника.
- Визиткарта Мике Аласа.
- Писмо Мике Аласа упућено његовом деди (1892) у Удружењу „Адлигат”.
- Рукопис Пројекат за погодбу о заштити риболова између Србије и АУгарске.
- Рукопис Мике Аласа у Удружењу „Адлигат”.
- Криптографски документи и списи из његове Збирке у Удружењу „Адлигат”